# Джексон, Леон
Леон Джексон (англ. Leon Jackson; 30 декабря 1988) — шотландский певец, автор песен. Победитель четвёртого сезона популярного шоу талантов «The-X Factor».

## Биография
Леон Джексон стал победителем «The X-Factor» в 2007 году, куратором его участия была знаменитая певица Данни Миноуг. Для самой Данни этот сезон был первым в качестве судьи, и она стала первой женщиной-судьей «The X-Factor», чье протеже победило в конкурсе. Призом для Джексона стал контракт со звукозаписывающим лейблом Sony BMG. За время действия контракта Леон успел выпустить три сингла, первый из которых возглавил Национальный Чарты Великобритании и Ирландии. Дебютный альбом под названием «Right Now» получил статус «Золотого» в Великобритании и «Платинового» в Ирландии. Однако в марте 2009 года Sony BMG прекратило сотрудничество с Джексоном. В данный момент молодой певец находится в поиске нового контракта и собирается выпустить новый диск.

## Жизнь до X-Factor
Леон джексон родился в Уитбурне, маленьком городке Западного Лотиана, Шотландия. Прежде чем начать свою певческую карьеру он работал в розничной торговле компании-ретейлера Gap. Его идолом был джазовый певец Майкл Бубле. До отбора на X-Factor, Леон собирался поступать в Эдинбургский Университет на факультет архитектуры.

## The X-Factor (2007)
В 2007 году Леон Джексон принял участие в отборочном туре суперпопулярного шоу талантов «The X-Factor», в Глазго. И Джексону улыбнулась удача — все четыре судьи одобрили его кандидатуру. В течение шоу его наставником была Данни Миноуг. Юноша успешно добрался до финала, в котором спел дуэтом с сестрой Данни, Кайли Миноуг. Путём зрительского голосования он стал победителем четвёртого сезона и получил главный приз — миллионный контракт со звукозаписывающей компанией Syco, дочерней компании Sony BMG.
Согласно многочисленным отзывам, победа Джексона стала одной из самых удивительных «викторий» в истории телевидения. Позже один из судей X-Factor, Луис Волш, поведал что молодой человек победил с отрывом в 10 % голосов.
11 февраля 2008 года Леон, вместе с другими участниками четвёртого сезона, отправился в турне по Великобритании.

## Самостоятельная карьера
Леон Джексон появился, в качестве гостя, на первом шоу пятого сезона The X-Factor. На сцене он исполнил песню «Don’t Call This Love», со своего дебютного альбома «Right Now». Третьим и заключительным синглом стал «Stargazing». Правда выпущен он был только в формате digital.
В марте 2009 года было объявлено что Sony BMG прекращает сотрудничество с молодым певцом. Леон объявил о желании выпустить новый диск, который хотел бы сделать более акустическим, не столь джазовым как его первый альбом «Right Now». В мае 2010 он совершил поездку в Лос-Анджелес, где встретился с продюсерами и композиторами, которые должны были помочь ему в записи новых треков.

## Дискография

### Альбомы
| Год  | Альбом                                       | Наивысшая позиция | Наивысшая позиция | Статус                     | Продажи                       |
| Год  | Альбом                                       | UK                | IRE               | Статус                     | Продажи                       |
| ---- | -------------------------------------------- | ----------------- | ----------------- | -------------------------- | ----------------------------- |
| 2008 | Right Now - Формат: CD, цифровая дистрибуция | 4                 | 7                 | - UK: Gold - IRE: Platinum | - UK: 130,000+ - IRE: 15,000+ |

### Синглы
| Год  | Сингл                  | Наивысшая позиция | Наивысшая позиция | Наивысшая позиция | Альбом    |
| Год  | Сингл                  | UK                | IRL               | EU                | Альбом    |
| ---- | ---------------------- | ----------------- | ----------------- | ----------------- | --------- |
| 2007 | «When You Believe»     | 1                 | 1                 | 4                 | Right Now |
| 2008 | «Don't Call This Love» | 3                 | 8                 | 10                | Right Now |
| 2008 | «Creative»             | 94                | —                 | —                 | Right Now |
| 2009 | «Stargazing»           | —                 | —                 | —                 | Right Now |